# Medier i Nordkorea
Medier i Nordkorea är hårt censurerade och är propagandainstrument till regeringen. Journalisterna måste tillhöra det kommunistpartiet. Detta gör att åsikter och nyheter endast är vad regimen tillåter.

## Dagspressen, radion och televisionen
Dagstidningsspridningen är relativt hög med cirka 208 tidningsexemplar per 1 000 invånare. Samtliga av Nordkoreas tiotal dagstidningar är på något sätt knutna till det statsbärande partiet. Även journalisterna måste höra till partiet för att kunna skriva artiklar mm. Det råder en otroligt strikt censur. Den största dagstidningen är Rodong Sinmun (’Arbetets tidning’), som har en upplaga av 1,5 miljoner ex. och ges ut av partiets centralkommitté. Regeringens tidning Minju Choson (’Demokratiskt Korea’) har ca 200 000 ex. 
Radio och television är statsägda. Den nationella radion sänder lokala program. TV sänds endast på tre kanaler. All radio- och TV-sändning är låst så att det ej går att se utländska program via satellit. Det finns 154 radio- och 54 TV-mottagare per 1 000 invånare. De nyheter som förmedlas handlar till största delen om de politiska ledarnas uttalanden och aktiviteter. Nästan allt material kommer från den statliga nyhetsbyrån Korean Central News Agency. På nyhetsbyrån jobbar endast personer som tillhör Nordkoreas styrande parti. Det finns ett tiotal större dagstidningar samt ett antal tidskrifter. Nyheter om förtryck och svält inom landet måste smugglas ut för att nå omvärlden. Det är dock lättare idag att ta reda på saker om Nordkorea än tidigare. Det finns numera en del internetkaféer, även om nätsurfare bara kan gå in på sajter som godkänts av myndigheterna.  På senare år har Sydkorea även försett Nordkorea med TV-sändningar från internationella idrottsevenemang, vilket var ett stort steg för Nordkorea eftersom det var oväntat.

## Regler och lagstiftning
Nordkorea är en kommunistisk diktatur som styrs av en politisk dynasti. Samhället är militariserat, slutet och genomsyrat av ideologisk propaganda. Medborgarna är strängt övervakade och förbjudna att lämna sitt hemland. Nätet är endast tillgängligt för en liten minoritet i Nordkorea, vilket är vissa högt uppsatta medlemmar i regimen. Det finns inte  ett fungerande rättsväsende. Synen på lagar och regler är därför väldigt skev. Nordkoreaner vet i allmänhet inte vad som händer i omvärlden. Omvärlden har även väldigt liten insyn i vad som händer i Nordkorea.